# Tudi, Sichuan
Tudi (kinesiska: 土地乡, 土地) är en socken i Kina. Den ligger i provinsen Sichuan, i den sydvästra delen av landet, omkring 61 kilometer söder om provinshuvudstaden Chengdu. Antalet invånare är 11 851. Befolkningen består av 5 999 kvinnor och 5 852 män. Barn under 15 år utgör 11,0 %, vuxna 15-64 år 73 %, och äldre över 65 år 14,0 %.
Genomsnittlig årsnederbörd är 1 367 millimeter. Den regnigaste månaden är juli, med i genomsnitt 383 mm nederbörd, och den torraste är januari, med 12 mm nederbörd.